# Орехівський Микола Борисович
Микола Борисович Орехівський — солдат Збройних Сил України, учасник російсько-української війни, що загинув у ході російського вторгнення в Україну в 2022 році.

## Життєпис
Микола Орехівський 19 травня 1998 року в селі Суховоля (з 2020 року — Хорошівської селищної громади) Хорошівського району Житомирської області в багатодітній родині. Серед чотирьох дітей, яких виховували батьки Борис Іванович та Галина Миколаївна, він був найменшим. З початком повномасштабного російського вторгнення в Україну був призваний першочергово по мобілізації 26 лютого 2022 року. Військову службу ніс у складі 95-тої окремої десантно-штурмової бригади. Загинув 6 березня 2022 року внаслідок авіаційного удару.

## Нагороди
- Орден «За мужність» III ступеня (2022, посмертно) — за особисту мужність і самовіддані дії, виявлені у захисті державного суверенітету та територіальної цілісності України, вірність військовій присязі[3].